# Формия
Фо̀рмия (на италиански: Formia) е град и община в Централна Италия, провинция Латина, регион Лацио. Разположен е на 9 m надморска височина, на брега на Тиренското море, с малко пристанище. Морски курорт. Населението на града е 37 468 души (към април 2010).